# جو أرسكين (ملاكم)
جو أرسكين (بالإنجليزية: Joe Erskine)‏ (26 يناير 1934 بكارديف في المملكة المتحدة - 2 فبراير 1990 بكارديف في المملكة المتحدة) هو ملاكم بريطاني، صنّف ضمن فئة وزن ثقيل.

## روابط خارجية
- جو أرسكين على موقع بوكس ريك (الإنجليزية) (registration required)